# Teacă Henle
Teaca Henle este o teacă continuă ce însoțește ramificațiile axonice până la terminarea lor(butonii terminali), formată din celule de tip conjunctiv, din fibre de colagen și reticulină, dispusă într-o rețea fină care acoperă celulele Schwann pe care le separă de țesutul conjunctiv din jurul fibrei nervoase. Această teacă are rol trofic(nutritiv), în permeabilitate si rezistență.
In cazul axonului neuronilor sistemului nervos periferic, aceasta separa membrana plasmatica a celulei Schwann de tesutul conjunctiv din jur, avand rol in pearmeabilitate si rezistenta.In cazul axonului neuronilor din sistemul nervos central, aceasta nu exista.